# Tsukubamirai
Tsikubamirai (つくばみらい市 -shi) é uma cidade japonesa localizada na província de Ibaraki.
Em 1 de Abril de 2006 a cidade tinha uma população estimada em 41,238 habitantes e uma densidade populacional de 532 h/km². Tem uma área total de 79,14 km².
Recebeu o estatuto de cidade a 27 de Março de 2006.